# IC 3073
IC 3073 је галаксија у сазвјежђу Береникина коса која се налази на листи објеката дубоког неба у Индекс каталогу.
Деклинација објекта је + 13° 37' 11" а ректасцензија 12h 15m 35,7s. Привидна величина (магнитуда) објекта IC 3073 износи 14,4 а фотографска магнитуда 15,0. IC 3073 је још познат и под ознакама UGC 7274, CGCG 69-109, VCC 155, PGC 39215.